# Carel Hendrik Ver Huell

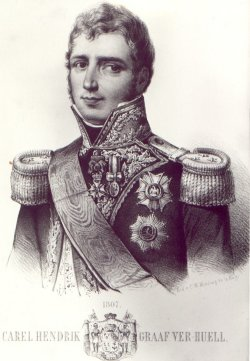
Carel Hendrik Ver Huell

Carel Hendrik graaf Ver Huell (ook: Verhuell) (Doetinchem, 4 februari 1764 – Parijs, 25 oktober 1845) was een Nederlands en later Frans vlootvoogd, admiraal en politicus. Hij stamde uit een Nederlandse patriciërsfamilie, maar dankte zijn Franse grafelijke titels aan Lodewijk Napoleon, koning van Holland en keizer Napoleon I. Zijn vader was Q.M. Ver Huell, onder meer burgemeester van Doetinchem, zijn moeder was mevrouw J.E.A. Ver Huell-Barones van Rouwenoort. Enkele leden van de familie Ver Huell zijn door koning Willem I in de Nederlandse adelstand verheven (met predicaat jonkheer). Deze geadelde tak stierf uit in 1931.

## Het begin van zijn loopbaan

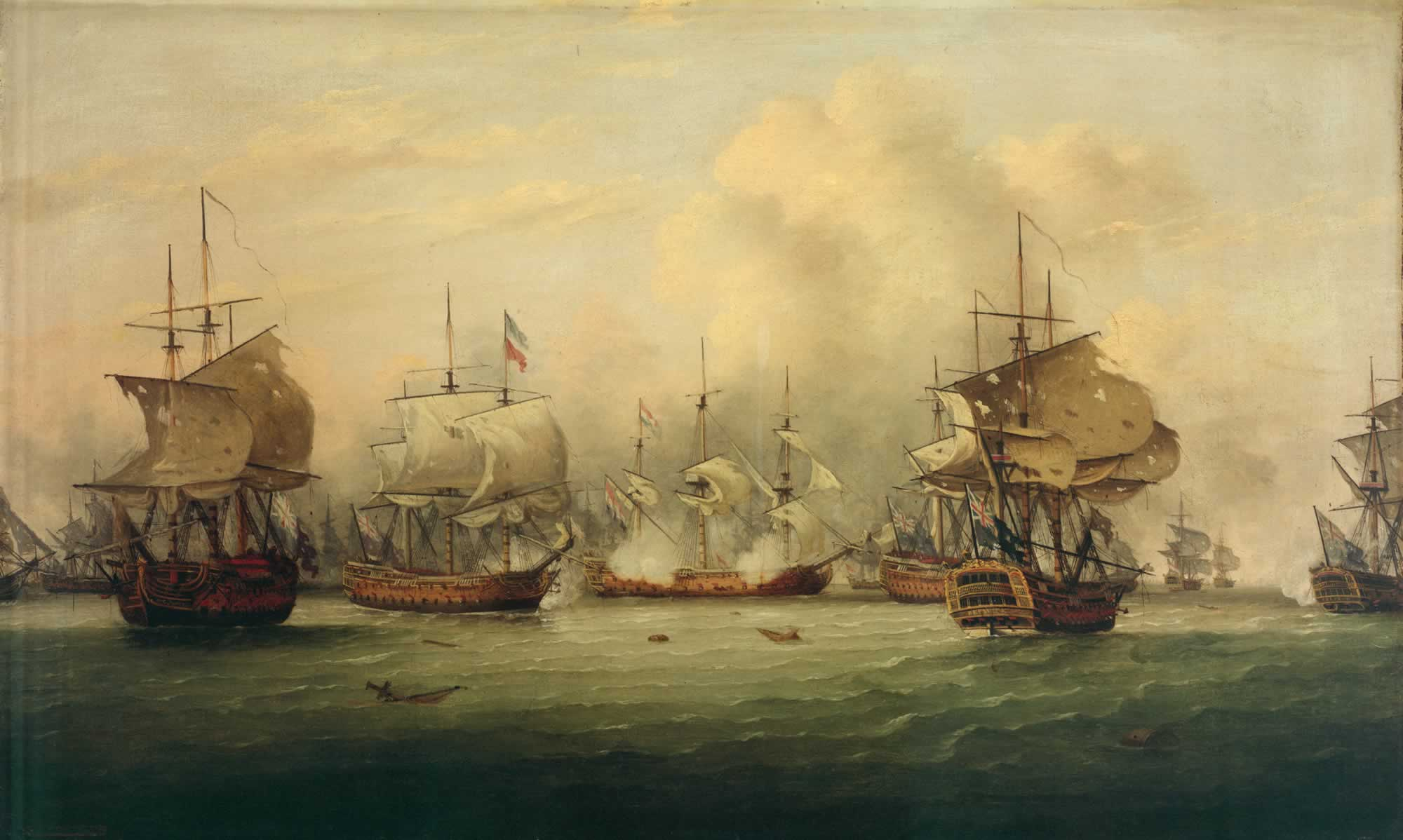
De slag op de Doggersbank

Ver Huell nam als adelborst dienst bij de Nederlandse marine. Hij diende als marineofficier op verschillende schepen. Aan boord van het fregat Argo maakte Ver Huell de slag op de Doggersbank mee. In 1795 na de inval en de bezetting van de Republiek der Zeven Verenigde Nederlanden door de Fransen nam hij afscheid. Hij was van huis uit orangist en geen patriot. Na een aantal jaren als ambteloos burger geleefd te hebben, werd hij in 1802 burgemeester van de toenmalige stad Doetinchem (niet te verwarren met het toenmalige ambt Doetinchem). Toen in 1803 een oorlog tussen Frankrijk en Engeland dreigde uit te breken nam hij opnieuw dienst en werd benoemd tot commissaris-generaal voor de zaken der Bataafse Marine bij de eerste consul, waarbij hij het bevel kreeg over een Nederlands vlootdeel bij Texel. Hij betoonde zich een trouwe aanhanger van Napoleon, die zijn loyaliteit beloonde door hem op 22 mei 1804 als een van de eerste niet-Fransen te laten opnemen in het Legioen van Eer.
In 1805 werd Ver Huell als viceadmiraal met een vlootdeel ter ondersteuning van een geplande Franse landing op de Britse kust naar Boulogne gestuurd. Onderweg raakte de Nederlandse vloot op 18 juli 1805 bij Cap Gris-Nez in gevecht met een sterkere Britse vloot onder leiding van Sidney Smith. Ver Huell wist met steun van Frans geschut de Britten te verjagen.

## Ver Huell als politicus
Napoleon was ontevreden over het bestuur van de Bataafse Republiek door de raadpensionaris Rutger Jan Schimmelpenninck. Hij verzocht aan Schimmelpenninck in februari 1806 om een vertrouwd persoon, admiraal Ver Huell, naar Parijs te sturen om te overleggen over de duurzame ontwikkeling van de Bataafse staatsinrichting.
In werkelijkheid wilde Napoleon een van zijn broers als koning in Nederland benoemen. In maart 1806 kwam Ver Huell terug in Nederland. Daar was men uiteraard niet blij met de boodschap.
In april 1806 was Ver Huell hoofd van een deputatie die, uit naam van de Bataafse Republiek, bij Napoleon Bonaparte om instandhouding van de Bataafse Republiek moest vragen. Napoleon weigerde echter de delegatie te ontvangen. In plaats daarvan gaf hij opdracht aan de delegatie om te gaan praten met zijn broer Lodewijk Napoleon Bonaparte en hem te overreden koning van Holland te worden.
Deze situatie was wat bizar, want eigenlijk wilde noch de delegatie, noch Lodewijk dit. Maar uiteindelijk bleek men met elkaar te kunnen werken en accepteerde Lodewijk het gedwongen verzoek. Ver Huell speelde hierbij als aanhanger van Napoleon een grote bemiddelende rol. Op 23 mei 1806 werd de overeenkomst getekend waarmee Lodewijk Napoleon Bonaparte als koning van Holland werd aanvaard. Schimmelpenninck moest aftreden.
Ver Huell was zich heel goed bewust dat zijn rol hierin niet bij iedereen goed zou overkomen. In het Nationaal Archief bevinden zich een aantal stukken die volgens hem zijn onschuld aan de val van Schimmelpenninck moeten aantonen. Hij noteerde eigenhandig het volgende:
Hoogst belangrijke stukken betreffende de komst van Lodewijk Napoleon in Holland, welke ten duidelijksten aantonen, hoe verkeer men mij zoude verdagt houden, als of ik niet alles soude aangewend hebben om deze gewigtige époque te hebben afgeweerd. En behoren tot mijnen historiesche beschrijving van mijne lotgevallen.
De nieuwe koning benoemde, op voorspraak van zijn broer, Ver Huell tot minister der Koninklijk-Hollandsche marine, tot maarschalk en graaf van Sevenaer (oude spelling voor Zevenaar).
Het huwelijk tussen Lodewijk Napoleon en zijn vrouw Hortense de Beauharnais was slecht. In deze tijd zou Ver Huell een verhouding met de koningin gehad hebben. Mogelijk is hij de vader van het derde kind van Hortense, de latere keizer Napoleon III.
Ver Huell was als marineman en aanhanger van Napoleon een voorstander van een strikte invoering van het continentaal stelsel en een sterke vloot. Op dat punt botste hij met Lodewijk Napoleon, die van uit het Nederlandse belang dacht en de handel met Engeland niet te veel wilde verstoren en meer zag in een sterk leger.

## In Franse dienst

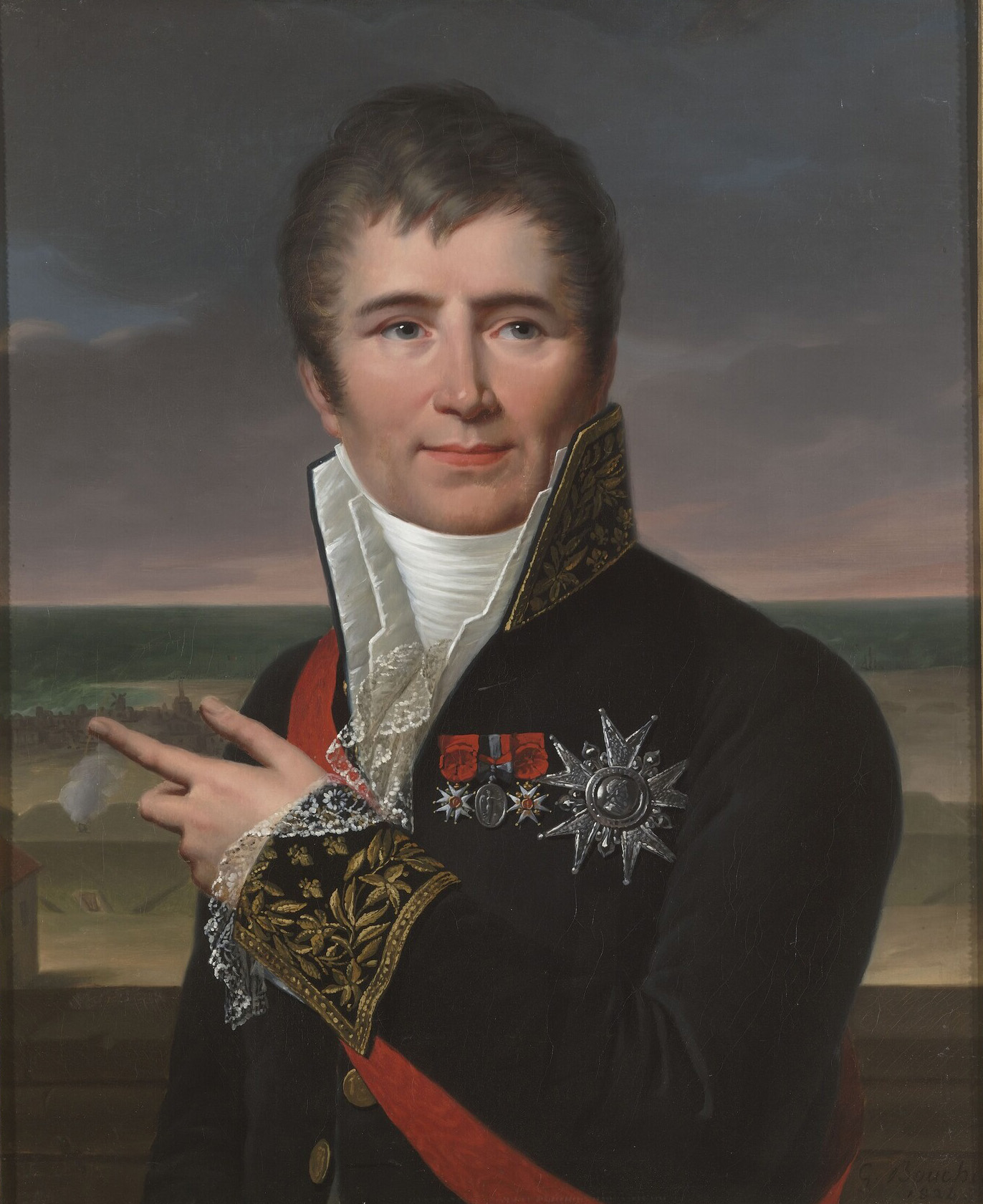
Ver Huell geportretteerd door Louis-André-Gabriel Bouchet (1759-1842)

In 1807 ging Ver Huell als afgezant van Lodewijk naar Parijs. Hij gaf daarbij geheime informatie door aan Napoleon en speelde zo een rol bij de val van Lodewijk Napoleon, de vorst die hem nota bene in de adelstand had verheven. Na de inlijving van Nederland bij Frankrijk in 1810 trad Ver Huell in Franse dienst. Hij was voorzitter van de commissie die het geannexeerde koninkrijk Holland indeelde in departementen. Daarna werd hij benoemd tot commandant van het oostelijk vlootdeel van het keizerrijk, tussen de mond van de Eems en Danzig. Op 1 maart 1811 trok Napoleon Ver Huells titel van graaf van Sevenaer in, onder gelijktijdige toekenning van de titel comte de l'Empire. Na de dood van generaal-admiraal De Winter in 1812 werd Ver Huell bovendien commandant van alle vlootdelen in het Zuiderzeedepartement.
Tussen 13 december 1813 en 4 mei 1814 verdedigde hij Den Helder vastbesloten tegen de Engelse en Nederlandse troepen. Pas toen Parijs gevallen was en de Coalitietroepen er waren binnen getrokken, gaf hij zich over. Napoleon was in april 1814 al verbannen naar Elba. Volgens Ver Huell had een te snelle overgave tot problemen geleid met het Franse garnizoen en had hij zo Den Helder voor verwoesting bewaard.

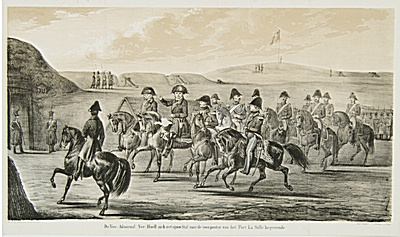
Admiraal Ver Huell tijdens het beleg van Den Helder

In 1814 liet hij zich naturaliseren tot Fransman. Een samenwerking met Willem I was na de hardnekkige verdediging van Den Helder uitgesloten. De nieuwe koning Lodewijk XVIII van Frankrijk benoemde hem tot opperbevelhebber van de Franse noordkust. Tijdens de terugkeer van Napoleon en de daaropvolgende Honderd Dagen weigerde hij de kant van Napoleon te kiezen. Na de nederlaag bij Waterloo wilde Napoleon met twee fregatten door de Engelse blokkade breken om naar Amerika te ontsnappen. Als bevelhebber voor deze wilde actie had Napoleon Ver Huell in gedachten. Ver Huell had een reputatie opgebouwd als blokkadebreker, maar ging niet op Napoleons verzoek in.
Ver Huell werd jaren later wel door koning Willem II der Nederlanden beloond voor zijn diensten. Hij werd ridder 3e klasse (officier) in de Militaire Willems-Orde. Die onderscheiding kreeg hij voor zijn rol bij de Slag bij de Doggersbank in 1781. De uiteindelijke toekenning van de onderscheiding vond pas in 1843 plaats, 62 jaar na de slag.
Voor een huidige lezer zal de keuze van Ver Huell om eerst met Napoleon tegen zijn eigen landgenoten te vechten en vervolgens niet de zijde van Napoleon te kiezen vreemd overkomen. Maar Ver Huell was trouw aan diegene bij wie hij in dienst was. Hij had in beide gevallen een eed gezworen. En die hield hij.

## Arc de Triomphe

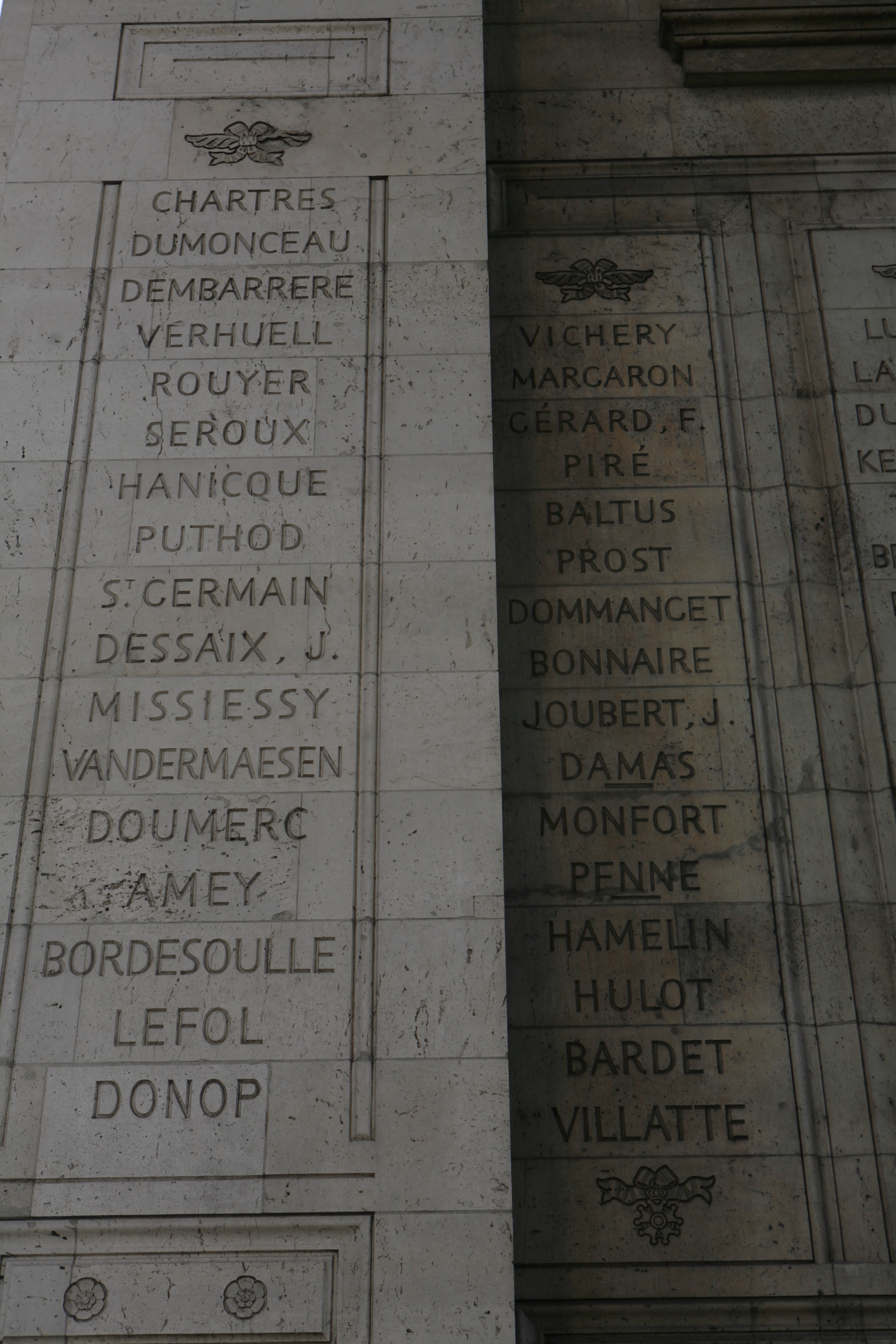
De vermelding van Ver Huell op de Arc de Triomphe

De trouw van Ver Huell werd goed beloond. In 1819 werd hij benoemd tot pair de France, waarmee Ver Huell werd opgenomen in de rangen van de hoogste adel van het Frankrijk van de Restauratie, vergelijkbaar met een Engelse peer. Als pair de France werd Ver Huell tevens van rechtswege lid van de Franse Senaat. In 1836 ging Ver Huell als Franse gezant naar Berlijn, maar hij werd al snel weer teruggeroepen.
Carel Hendrik Ver Huell stierf op 25 oktober 1845 in Parijs. Zijn naam staat vermeld op de Arc de Triomphe in Parijs als een van de 558 generaals van Napoleon (kolom 1 vierde van boven). Hij is de enige Nederlander op de Arc de Triomphe.
Ver Huell werd begraven op Père Lachaise, in het Quartier des maréchaux du premier empire, divisie 28, dat Napoleon voor zichzelf en zijn maarschalken had bestemd.
Op het graf, dat in 1994 is gerenoveerd onder meer met geldelijke steun van zijn geboorteplaats Doetinchem, staat het opschrift: Concession à perpétuité de la famille de Mr. l'Amiral comte Ver Huell Pair de France. Ook twee zonen van Ver Huell en zijn broer Christiaan Anthonie Ver Huell liggen hier begraven. Een andere broer Everhart Alexander Ver Huell was de vader van Quirijn Maurits Rudolph Ver Huell en de grootvader van Alexander Ver Huell, beiden bekende Nederlandse schrijvers.

## Vernoeming
Het Admiraal Verhuellplein voor Fort Kijkduin, in Huisduinen bij Den Helder, is naar Carel Hendrik vernoemd. Het is ook het officiële adres waaraan het fort is gelegen.
- Bibliothèque nationale de France: cb15080228f (data)
- Biografisch Portaal: 62513679
- Gemeinsame Normdatei: 119275120
- International Standard Name Identifier: 0000 0000 4152 7248
- Library of Congress Control Number: n92069053
- Base Léonore: LH//2690/77
- Nederlandse Thesaurus van Auteursnamen: 070041105
- Parlement.com: vg09llzozfwo
- SNAC: w62v4jc4
- Système universitaire de documentation: 240555252
- Virtual International Authority File: 54954439
- WorldCat: E39PBJbtjvqP3xwJXYHbTJYkjC

Isaac Samuel d'Avigdor, graaf van Malburg ·
Jean-Baptiste Dumonceau, graaf van Bergerduin ·
Jan Hendrik van Kinsbergen, graaf van Doggersbank ·
Étienne Jacques Travers, baron van Jever ·
Adriaan Pieter Twent van Raaphorst, graaf van Rozenburg ·
Carel Hendrik Ver Huell, graaf van Zevenaar ·
Jan Willem de Winter, graaf van Huessen